# Бетюн
Бетюн (фр. Béthune, нидерл. Betun) — город на северо-западе Франции, регион О-де-Франс, департамент Па-де-Кале, центр округа Бетюн и кантона Бетюн. Расположен на территории бывшей провинции Артуа в 33 км к западу от Лилля и в 186 км к северу от Парижа, в месте пересечения реки Лав и судоходного канала Дюнкерк-Шельда, в 3 км от автомагистрали А26 «Англия» Труа-Кале. В центре города находится железнодорожная станция Бетюн, на которой пересекаются линии Аррас-Дюнкерк и Лилль–Сен-Поль-сюр-Тернуаз.
Население (2018) — 25 193 человека.

## История
До 1248 года городом владели графы Бетюнские, из числа которых происходил, между прочим, трубадур и крестоносец Конон де Бетюн. К другой ветви рода Бетюнов принадлежал знаменитый герцог Сюлли.
В 1346 году, во время рейда короля Англии Эдуарда III на север Франции (эпизод Столетней войны), Хью Гастингс, командующий английскими войсками во Фландрии, предпринял атаку и осадил Бетюн силами своего отряда в 250 человек и ополчения фландрских городов. Это было сделано для того, чтобы отвлечь внимание французов от продвижения основного войска Эдуарда III в Нормандию. Фламандский контингент оказался недееспособным, и осаду пришлось снять.
После утраты независимости город разделял судьбу графства Артуа вплоть до Нимвегенского мира (1678), по которому Габсбурги уступили его Бурбонам.
Во время Войны за испанское наследство в июле–августе 1710 года Бетюн был осаждён войсками Великого альянса. Гарнизон Бетюна, возглавляемый Антуаном де Вобаном (1654-1731), родственником знаменитого военного инженера Вобана, некоторое время довольно эффективно сопротивлялся, но потом все же был вынужден сдаться.
В 1914-1918 годах Бетюн был важным железнодорожным узлом и командным центром британско-канадского корпуса и индийских экспедиционных сил. Город сильно пострадал во время весеннего наступления немцев в 1918 году. 21 мая бомбардировка разрушила большую часть города, погибло более 100 мирных жителей.
Восстановленный после войны, Бетюн был ещё раз сильно повреждён воздушными атаками и боями между домами 24-26 мая 1940 года, когда он был захвачен танковой дивизией СС «Тотенкопф». Гитлеровцы понесли тяжёлые потери, и их обозленность во многом стала причиной резни в Ле-Парадиз 27 мая, когда 97 солдат Королевского Норфолкского полка были расстреляны после сдачи в плен. Во время войны многие горожане были депортированы на работу в Германию; Бетюн был официально освобождён 4 сентября 1944 года.

## Достопримечательности

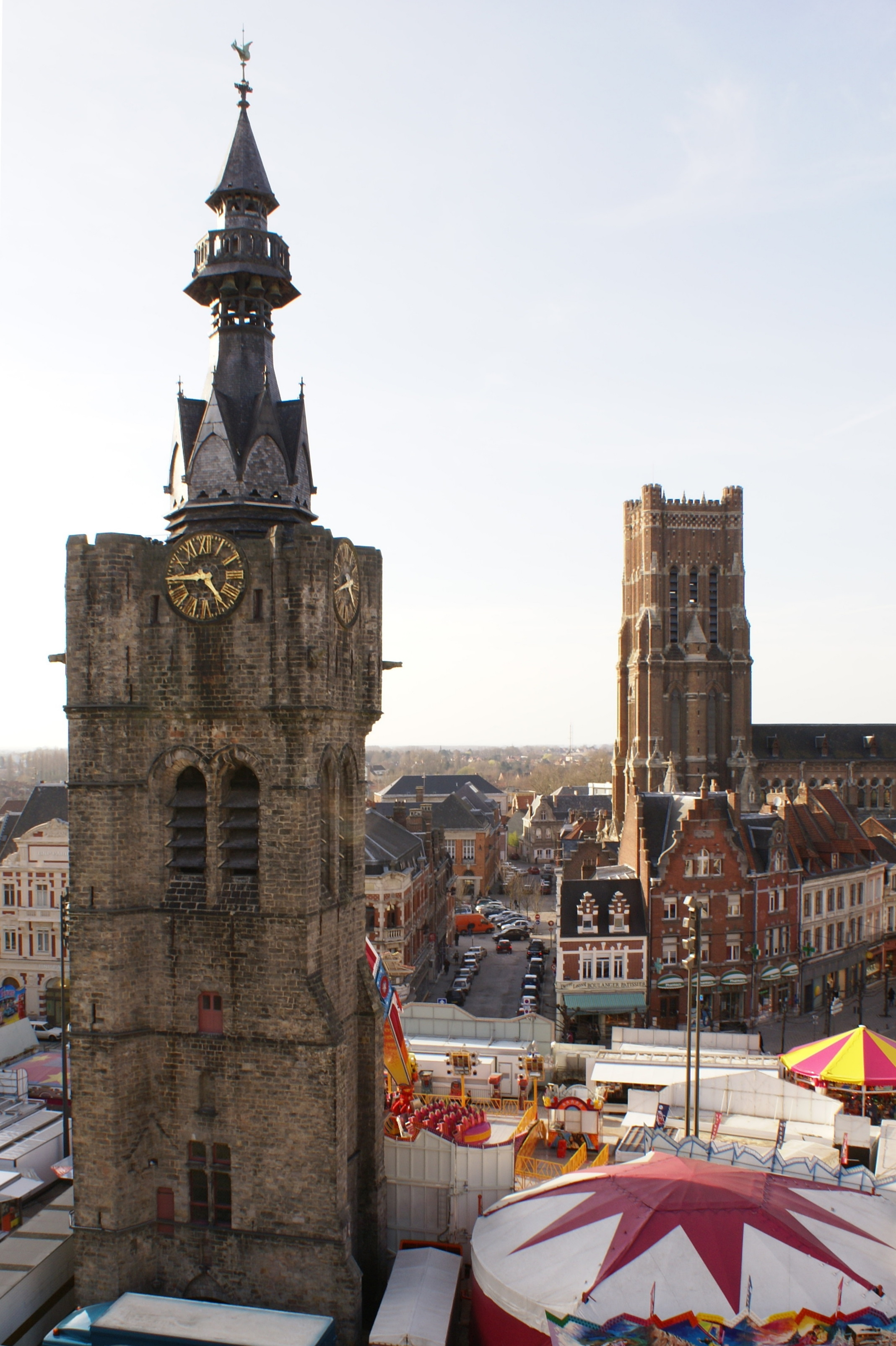
Беффруа и церковь Святого Ведаста

Историческим центром города является Главная площадь (Grand-Place). В центре её, на месте современного здания мэрии, в средние века стояла городская ратуша. Во время Первой мировой войны площадь, за исключением беффруа, была разрушена и перестроена в 1920—1927 годах группой архитекторов во главе с Луи-Мари Кордоннье. Архитектурный стиль площади — смесь нео-регионализма и ар-деко.
Частично разрушенная во время Первой мировой войны городская ратуша восстановлена в 1926 году. Здание, в котором в настоящее время располагается городская мэрия, сохранило пропорции и масштаб бывшей ратуши и гармонирует с архитектурой окружающих её зданий.
Главный символ Бетюна — 47-метровая колокольня-беффруа, увенчанная фигурой дракона — находится в самом центре Главной площади. Беффруа, построенное в 1388 году, имеет 36 колоколов и включено в состав Всемирного наследия ЮНЕСКО в составе группы беффруа Бельгии и Франции. Рядом с площадью также выделяется нео-византийское здание церкви Святого Ведаста, построенной в 1924—1927 годах на месте разрушенной в 1918 году старинной церкви времён императора Карла V.
Ещё одной достопримечательностью Бетюна является старинная артиллерийская башня святого Игнатия, построенная в XIV—XV веках. Она была частью старых городских укреплений. В период военных действий XVII века укрепления были разрушены, уцелели только сама башня и бастион Сен-При.
В городе, награждённом за доблесть орденом Почётного легиона, расположено крупное кладбище павших во время Первой мировой войны.

## Экономика
В XIX веке Бетюн стал быстро развиваться как центр добычи угля. В городе располагалась Угольная компания Бетюн (Compagnie des mines de Béthune), контролировавшая горонорудные разработки на прилегающей территории.
Структура занятости населения:
- сельское хозяйство — 0,2 %
- промышленность — 14,6 %
- строительство — 2,7 %
- торговля, транспорт и сфера услуг — 39,3 %
- государственные и муниципальные службы — 43,2 %

Уровень безработицы (2017) — 22,9 % (Франция в целом — 13,4 %, департамент Па-де-Кале — 17,2 %). 

Среднегодовой доход на 1 человека, евро (2017) — 17 380 (Франция в целом — 21 110, департамент Па-де-Кале — 18 610).

## Демография
Динамика численности населения, чел.

## Администрация
Пост мэра Бетюна с 2014 года занимает член Союза демократов и независимых Оливье Гаккер (Olivier Gacquerre). На муниципальных выборах 2020 года возглавляемый им правоцентристский список победил в 1-м туре, получив 62,46 % голосов.
| Период | Период | Фамилия           | Партия                                            | Примечания                                                                 |
| ------ | ------ | ----------------- | ------------------------------------------------- | -------------------------------------------------------------------------- |
| 1971   | 1977   | Поль Бренаэр      | Разные правые                                     |                                                                            |
| 1977   | 1993   | Жак Меллик        | Социалистическая партия                           | депутат Национального собрания, министр-делегат, государственный секретарь |
| 1993   | 1993   | Бернар Сё         | Социалистическая партия                           |                                                                            |
| 1993   | 1996   | Жак Меллик        | Социалистическая партия                           | депутат Национального собрания                                             |
| 1996   | 1997   | Клод Лагаш        | Социалистическая партия                           |                                                                            |
| 1997   | 2002   | Бернар Сё         | Социалистическая партия                           | депутат Национального собрания                                             |
| 2002   | 2008   | Жак Меллик        | Социалистическая партия                           |                                                                            |
| 2008   | 2014   | Стефан Сент-Андре | Социалистическая партия, Радикальная левая партия | депутат Национального собрания                                             |
| 2014   |        | Оливье Гакер      | Союз демократов и независимых                     |                                                                            |

## Знаменитые уроженцы
- Жан Буридан (ок.1300-ок.1358), философ, представитель средневекового номинализма
- Антуан Бюнуа (ок.1430—1492), композитор, представитель первой нидерландской школы

## Города-побратимы
- Гастингс, Великобритания
- Кортрейк, Бельгия
- Шверте, Германия

## Галерея

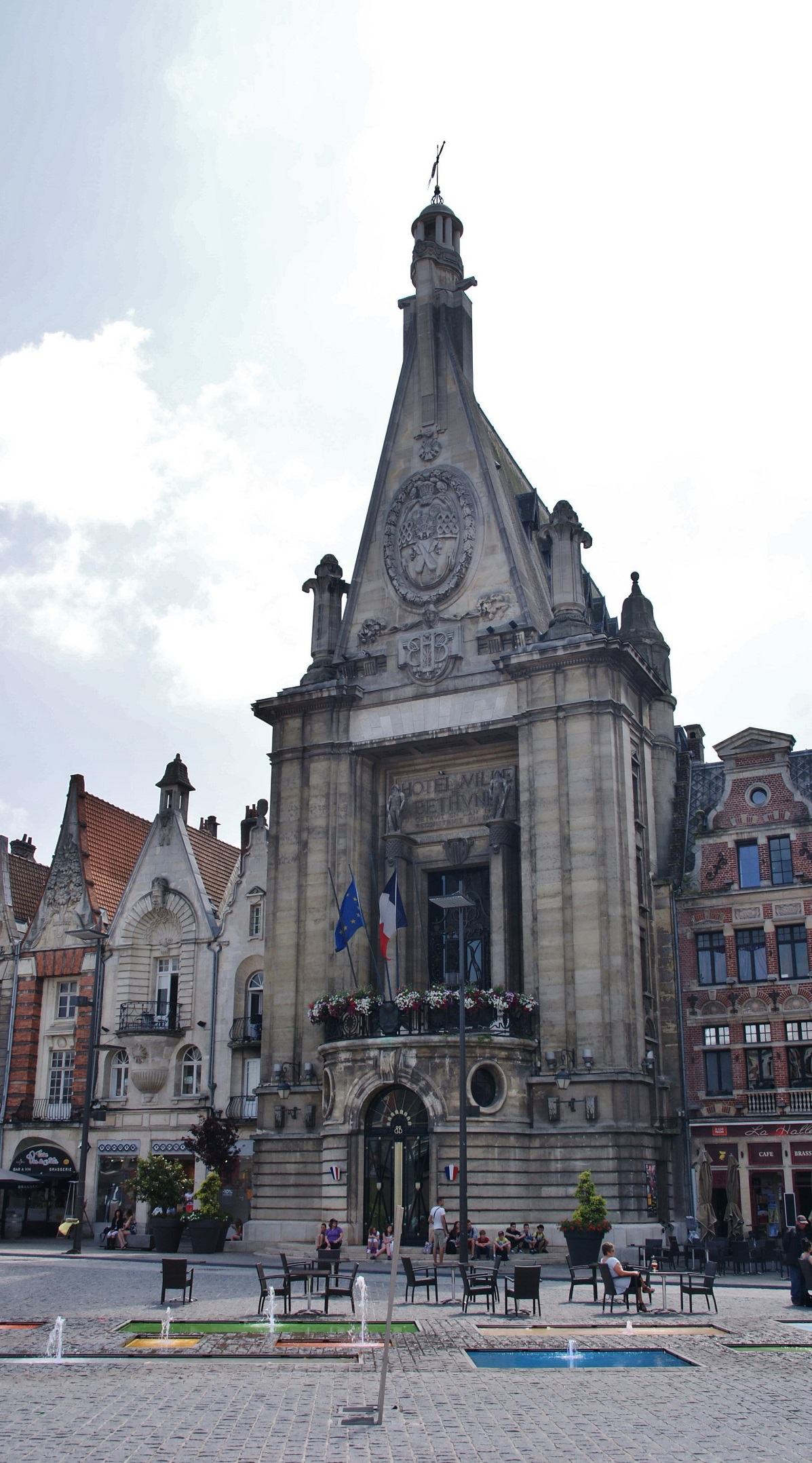
Мэрия
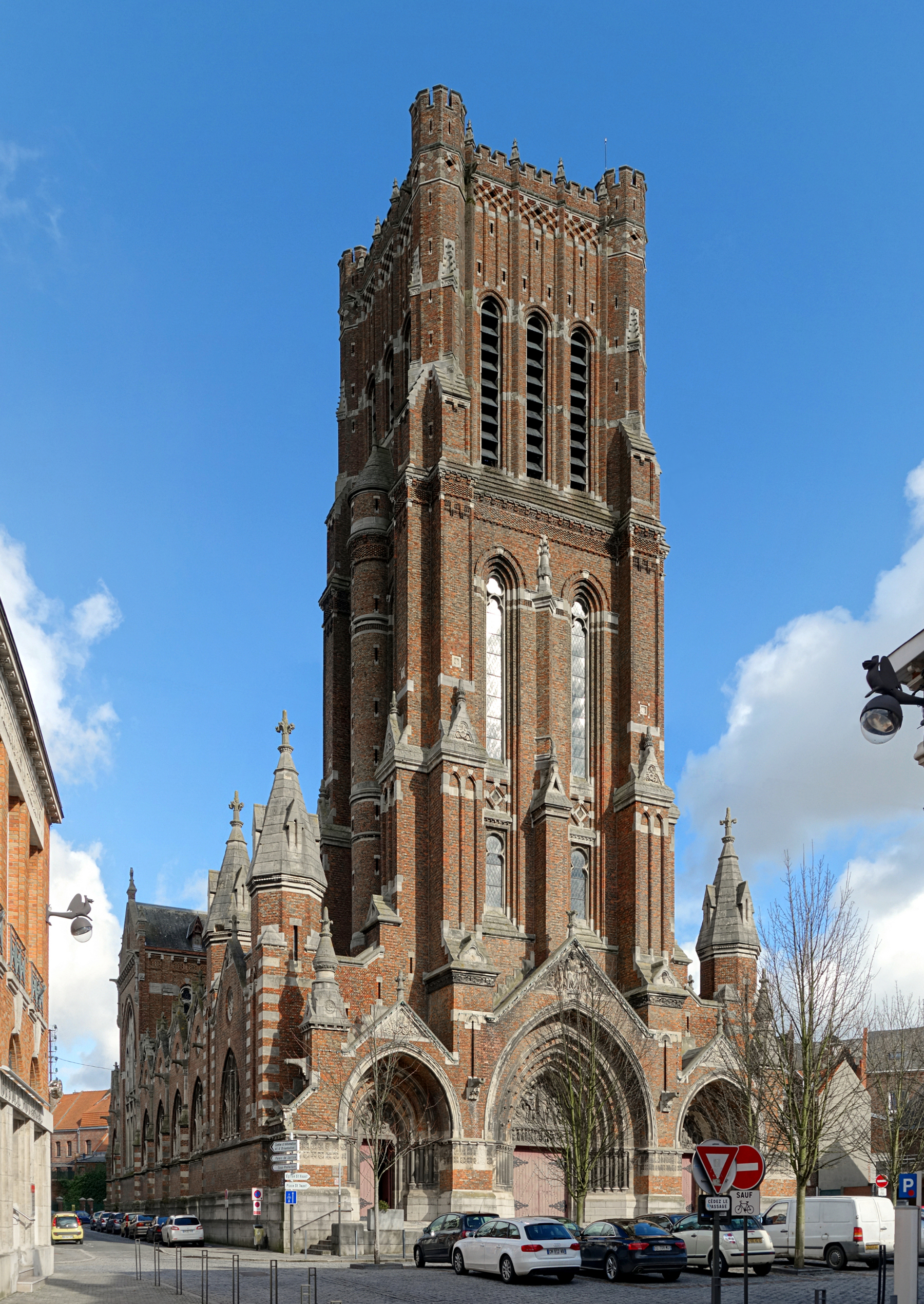
Церковь Святого Ведаста
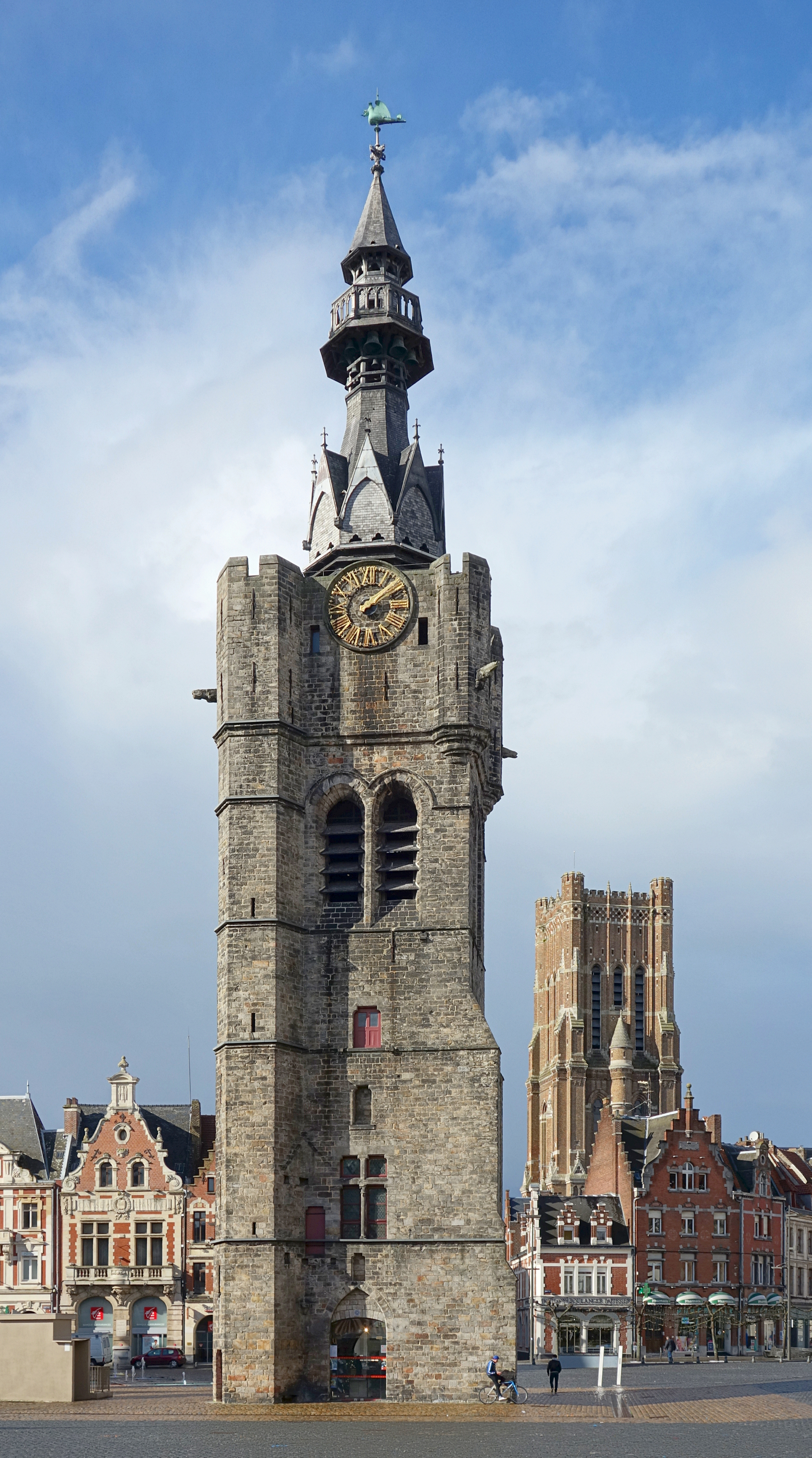
Беффруа
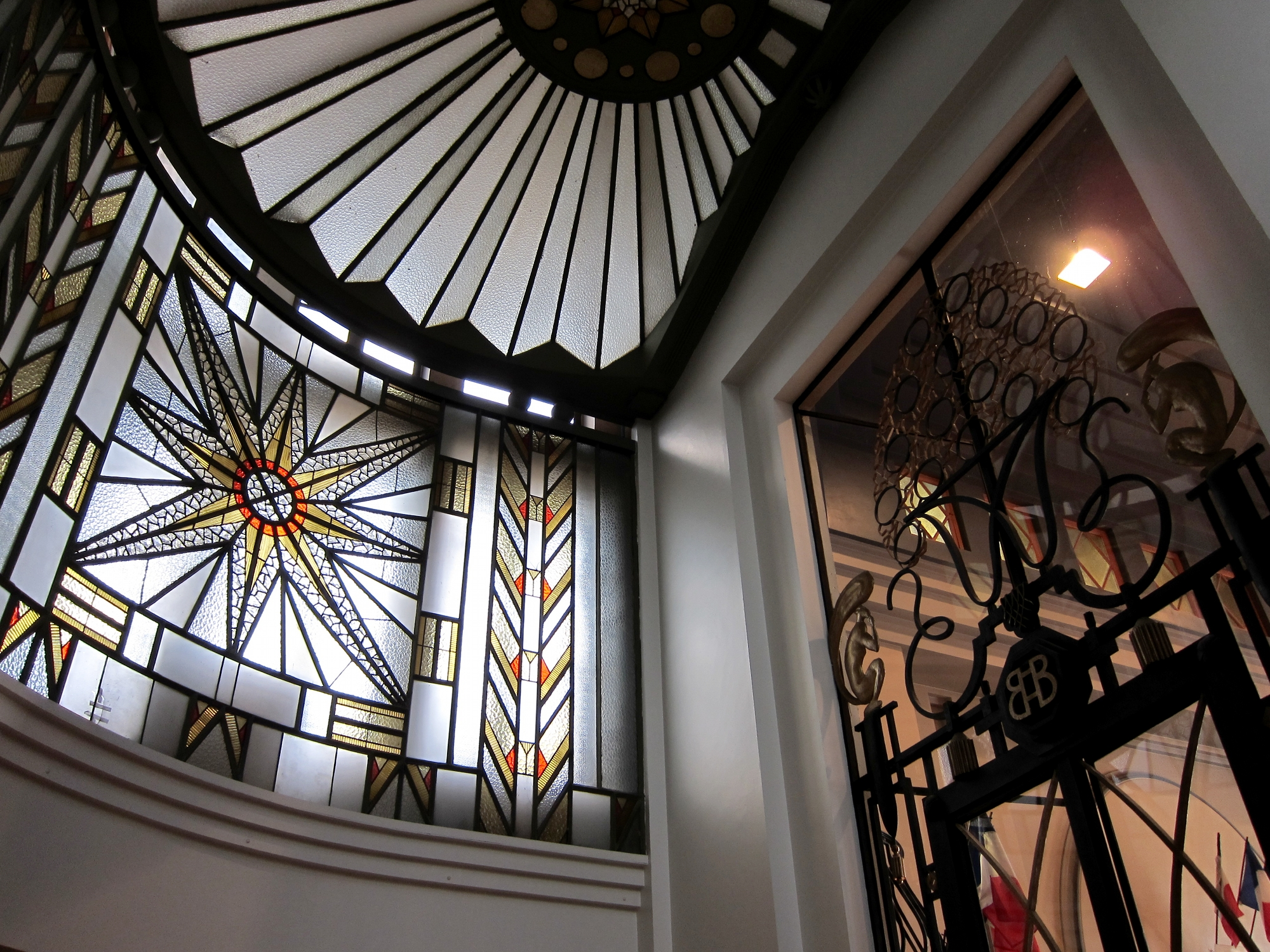
Витраж в стиле ар-деко в здании мэрии
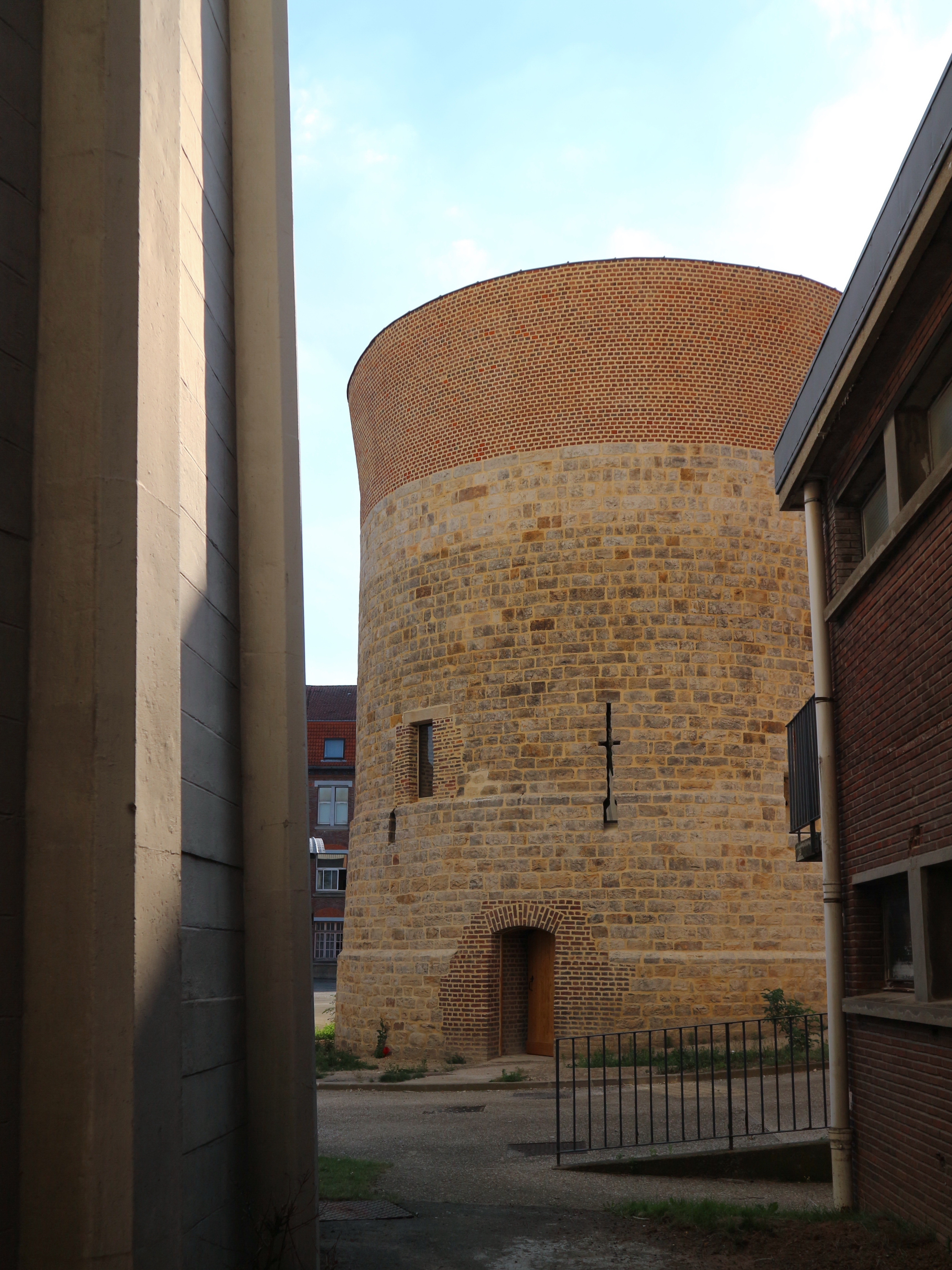
Башня Святого Игнасия